# جون بيرغر (عالم بيئة)
جون بيرغر (بالإنجليزية: John Berger)‏ هو عالم بيئة أمريكي، ولد في 8 مايو 1945 في نيويورك في الولايات المتحدة.

## وصلات خارجية
- الموقع الرسمي